# 九郊街道
九郊街道，是中华人民共和国吉林省长春市九台区下辖的一个乡镇级行政单位。

## 行政区划
九郊街道下辖以下地区：
马家岗子村、莲花泡村、拉他泡村、新合村、沿河村、永富村、小河沿子村、吴家店村、聂家村、杨木林子村、新立村、唐家村、杨家村和头道沟村。